# Tanel Levkoi
Tanel Levkoi (* 23. August 1990) ist ein ehemaliger estnischer Nordischer Kombinierer.

## Werdegang
Tanel Levkoi startete ausschließlich bei fünf Wettbewerben im Continental Cup der Nordischen Kombination. Er debütierte am 16. und 17. März 2013 bei zwei Wettbewerben in Rovaniemi, wo er den 50. und 45. Platz belegte. In der Folge nahm er im Januar 2015 an drei weiteren Continental-Cup-Wettbewerben in Høydalsmo und Falun teil; eine Top-30-Platzierung konnte er jedoch nicht erreichen.
Bei den Estnischen Meisterschaften im Skispringen 2010 in Otepää gewann Levkoi im Mannschaftswettbewerb zusammen mit Raiko Heide und Siim-Tanel Sammelselg die Goldmedaille.